# ناحیه اکواکانوک (نیوجرسی)
ناحیه اکواکانوک، نیوجرسی (به انگلیسی: Acquackanonk Township, New Jersey) در ایالات متحده آمریکا است که در نیوجرسی واقع شده‌است.